# کارن جوزفسون
کارن جوزفسون (انگلیسی: Karen Josephson؛ زادهٔ ۱۰ ژانویهٔ ۱۹۶۴) شناگر شنای موزون اهل ایالات متحده آمریکا بود.
وی در مسابقات کشوری و بین‌المللی در مجموع برندهٔ ۵ مدال طلا، ۳ مدال نقره شده‌است.